# Émilie Boulard
Pour les articles homonymes, voir Boulard.

a Compétitions nationales et continentales officielles uniquement.

b Matchs officiels uniquement.
Dernière mise à jour le 03 avril 2025.
Émilie Boulard, née le 28 août 1999, est une joueuse internationale française de rugby à XV. Elle évolue au poste d'arrière au Blagnac Rugby féminin et avec le XV de France.

## Biographie

### Carrière en club
Émilie Boulard est née le 28 août 1999. Passée par le Club athlétique de Chevreuse où elle joue en 2008 et 2009, elle joue de 2017 à 2022 au RC Chilly-Mazarin, club de rugby à XV féminin lié au RC Massy qui évolue alors en Élite 1 depuis 2019,. En décembre 2022 elle rejoint le club de Blagnac Rugby féminin.
Boulard étudie à la faculté d'Orsay, en section STAPS, s'illustrant un premier temps dans le rugby universitaire.

### Carrière internationale
En février 2019, Émilie Boulard est appelée avec les moins de 20 ans françaises pour jouer un match contre l'Angleterre le 9 mars : elle marque un essai pour cette rencontre remportée 31 à 12 par les Bleuettes,. Après cette victoire à Strasbourg, Boulard est à nouveau titulaire huit jours plus tard lors d'une victoire 40 à 14 contre les Anglaises, cette fois à Newbury. Fin 2019, elle fait également partie de l'équipe de France de rugby à sept développement qui remporte le tournoi de Dubaï dans sa catégorie,.
En août 2020 — dans une année marquée par la Covid-19 et l'annulation des compétitions — elle est intégrée au pôle France pour la saison suivante.
La jeune arrière connait sa première sélection avec le XV de France le 3 avril 2021, à l'occasion du premier match des Françaises dans le Six Nations 2021, contre le pays de Galles,. Elle s'illustre dès cette première cape, en marquant un essai lors d'une victoire 53 à 0 par la France,,,,.
En 2022, elle est sélectionnée par Thomas Darracq pour disputer la Coupe du monde en Nouvelle-Zélande puis à nouveau à l'automne 2023 pour le WXV, toujours en Nouvelle-Zélande.

### Distinctions
- Essai féminin de l'année 2021, World Rugby[23]

## Statistiques

### Internationales
| Année | Compétition    | Matchs | Points | Essais |
| ----- | -------------- | ------ | ------ | ------ |
| 2021  | Six Nations    | 3      | 10     | 2      |
| 2021  | Test matchs    | 3      | 5      | 1      |
| 2022  | Six Nations    | 5      | 10     | 2      |
| 2022  | Test matchs    | 2      | –      | –      |
| 2022  | Coupe du monde | 6      | 10     | 2      |
| 2023  | Six Nations    | 4      | 20     | 4      |
| 2023  | WXV            | 3      | 10     | 2      |
| 2024  | Six Nations    | 4      | –      | –      |
| 2025  | Six Nations    | 1      | 5      | 1      |
| Total | Total          | 30     | 65     | 13     |

| Adversaire       | Matchs joués | Victoires | Défaites | Nuls | Essais | Points | % de victoires |
| ---------------- | ------------ | --------- | -------- | ---- | ------ | ------ | -------------- |
| Pays de Galles   | 4            | 4         | 0        | 0    | 1      | 5      | 100            |
| Irlande          | 3            | 3         | 0        | 0    | 2      | 10     | 100            |
| Angleterre       | 4            | 0         | 4        | 0    | 1      | 5      | 0              |
| Afrique du Sud   | 2            | 2         | 0        | 0    | 1      | 5      | 100            |
| Nouvelle-Zélande | 4            | 3         | 1        | 0    | 2      | 10     | 75             |
| Italie           | 6            | 5         | 1        | 0    | 1      | 5      | 83.3           |
| Écosse           | 3            | 3         | 0        | 0    | 3      | 15     | 100            |
| Fidji            | 1            | 1         | 0        | 0    | 1      | 5      | 100            |
| Canada           | 2            | 1         | 1        | 0    | 0      | 0      | 50             |
| Australie        | 1            | 0         | 1        | 0    | 1      | 5      | 0              |
| Total            | 30           | 22        | 8        | 0    | 13     | 65     | 73.3           |

| Numéro | Date             | Lieu                            | Adversaire       | Compétition         | Résultat | Score |
| ------ | ---------------- | ------------------------------- | ---------------- | ------------------- | -------- | ----- |
| 1      | 3 avril 2021     | Stade de la Rabine, Vannes      | Pays de Galles   | Six Nations 2021    | Victoire | 53-0  |
| 2      | 17 avril 2021    | Donnybrook Rugby Ground, Dublin | Irlande          | Six nations 2021    | Victoire | 15-56 |
| 3      | 13 novembre 2021 | Stade du Hameau, Pau            | Nouvelle-Zélande | Test match          | Victoire | 38-13 |
| 4      | 27 mars 2022     | Stade des Alpes, Grenoble       | Italie           | Six Nations 2022    | Victoire | 39-6  |
| 5      | 2 avril 2022     | Stade Ernest-Wallon, Toulouse   | Irlande          | Six Nations 2022    | Victoire | 40-5  |
| 6      | 8 octobre 2022   | Eden Park, Auckland             | Afrique du Sud   | Coupe du monde 2021 | Victoire | 5-40  |
| 7      | 22 octobre 2022  | Stade de Semenoff, Whangarei    | Fidji            | Coupe du monde 2021 | Victoire | 0-44  |
| 8      | 16 avril 2023    | Stade de la Rabine, Vannes      | Écosse           | Six Nations 2023    | Victoire | 55-0  |
| 9      | 16 avril 2023    | Stade de la Rabine, Vannes      | Écosse           | Six Nations 2023    | Victoire | 55-0  |
| 10     | 16 avril 2023    | Stade de la Rabine, Vannes      | Écosse           | Six Nations 2023    | Victoire | 55-0  |
| 11     | 29 avril 2023    | Stade de Twickenham, Twickenham | Angleterre       | Six Nations 2023    | Défaite  | 38-33 |
| 12     | 21 octobre 2023  | Sky Stadium, Wellington         | Nouvelle-Zélande | WXV 2023            | Victoire | 17-18 |
| 13     | 28 octobre 2023  | Forsyth Barr Stadium, Dunedin   | Australie        | WXV 2023            | Défaite  | 29-20 |